# Rózsaszentmárton
Rózsaszentmárton è un comune dell'Ungheria di 2.066 abitanti (dati 2001). È situato nella contea di Heves.